# Condado de Saguache
El condado de Saguache (en inglés: Saguache County), fundado en 1866, es uno de los 64 condados del estado estadounidense de Colorado. En el año 2010 tenía una población de 6108 habitantes. La sede del condado es Saguache.

## Geografía
Según la Oficina del Censo, el condado tiene un área total de 8211 km² (3170,3 mi²), de la cual 8206 km² (3168,3 mi²) es tierra y 5 km² (1,9 mi²) (0.06%) es agua.

### Condados adyacentes
- Condado de Chaffee - norte
- Condado de Fremont - noreste
- Condado de Custer - este
- Condado de Huérfano - sureste
- Condado de Río Grande - sur
- Condado de Alamosa - sur
- Condado de Mineral - suroeste
- Condado de Hinsdale - suroeste
- Condado de Gunnison - noroeste

## Demografía
En el 2000 la renta per cápita promedia del condado era de $25 495, y el ingreso promedio para una familia era de $29 405. En 2000 los hombres tenían un ingreso per cápita de $25 158 versus $18 862 para las mujeres. El ingreso per cápita para el condado era de $13 121. Alrededor del 22.60% de la población estaba bajo el umbral de pobreza nacional.

## Ciudades y pueblos
- Bonanza
- Center
- Crestone
- Moffat
- Saguache
- Villa Grove
- Sargeants